# Pindasaus
Pindasaus is een saus gemaakt van onder andere pinda's. De saus zoals deze in Nederland gebruikelijk is, is een afgeleide van een product uit Indonesië, waarbij de vervanging van pinda's door pindakaas en de toevoeging van melk of kokosmelk uit de Indische keuken afkomstig is. Deze variant is vanuit de voormalige kolonie naar Nederland gebracht door de Indische Nederlanders samen met onder andere saté, bami goreng, nasi goreng en kroepoek.
Pindasaus wordt in Indonesië gemaakt van gemalen pinda's, maar in Nederland gebruikt men vaak pindakaas. Ketjap-manis kan een van de ingrediënten zijn en geeft pindasaus dan zijn zoetige smaak. Pittige varianten bevatten chilipeper. De saus wordt als saté-saus onder andere gegeten bij saté babi en saté ayam, varianten worden als gadogado-saus geserveerd bij gadogado. Nederlandse pindasaus wordt als satésaus veelal gegeten bij vlees (bijvoorbeeld bij de barbecue en gourmet), met patates frites en bij allerhande snacks zoals de berenhap, frikandel of mexicano. Patates frites met pindasaus en frietsaus of mayonaise, eventueel met gesnipperde ui is ook populair, en wordt 'patat oorlog' of 'patat flip' genoemd. Pindasaus wordt ook wel gegeten met stokbrood, brood, komkommer of aardappel. Dit is echter wat minder algemeen.
Er bestaan verschillende recepten voor het maken van pindasauzen. Een recept dat vaak in Nederland wordt gemaakt bevat onder andere: pindakaas, melk, ketjap en kruiden (zoals (gedroogde) Spaanse pepers om het pittiger te maken). Sommige pindasauzen bevatten ook gebakken uien, korianderzaad, komijnzaad, citroengras, kentjoer, trassie en tamarinde. Pindasaus voor over gadogado bevat vaak santen. Typisch Nederlands is de zeer zoete smaak van de saus, terwijl de oorspronkelijke Indonesische smaak meestal weinig of geen suiker bevat en kruidiger is. In fabrieksmatige Nederlandse pindasauzen zijn vaak ingrediënten verwerkt om de houdbaarheid te verlengen en om meer langdurige stevigheid (binding) aan de saus te geven. 

## Vaak gebruikte vervangers
Toen Indische Nederlanders in Nederland kwamen, waren niet alle ingrediënten voor pindasaus en andere Indonesische en Indische gerechten te verkrijgen waardoor men op zoek moest naar vervanging. De in Nederland bekend geworden versie van pindasaus is dan ook sterk verbasterd ten opzichte van de originele versie. Zo worden in Nederland vaak uien in plaats van sjalotjes gebruikt. In sommige pindasausrecepten wordt gevraagd om bruine basterdsuiker; dit is een gangbare vervanger voor gula jawa (Javaanse palmsuiker). Ook azijn en citroensap komt men vaak tegen - dit zijn gangbare vervangers voor asam (Tamarindewater) en sereh (citroengras) alhoewel de smaak niet identiek is. Koemelk is een gangbare vervanger wanneer men geen santen of kokosmelk heeft.
Vaak wordt in pindasaus-recepten gewerkt met pindakaas, omdat het aanmerkelijk minder tijd kost dan zelf pinda's te roosteren en dan fijn te malen. In een authentieke pindasaus wordt geen olijfolie gebruikt omdat deze olie te veel een eigen smaak heeft: oorspronkelijk gebruikt men kokosolie of arachide(pinda)olie, welke aan de pindasaus weinig of geen smaak toevoegen. Ook zonnebloemolie is geschikt, aangezien het een neutrale smaak heeft.

## Schiften
De saus kan gemaakt worden op basis van water of melk. Melk (vooral volle melk) heeft als voordeel dat het de saus beter bindt, waardoor het minder snel gaat schiften. De melk mag niet te hard gekookt worden, want dan schift de saus. Bij eventuele schifting dienen kleine laagjes melk onder roeren toegevoegd te worden tot de saus weer compleet gebonden is. Pindasaus laat men echter juist schiften in Singapore en Maleisië omdat men daar de mening is toegedaan dat alleen dan de juiste geuren tevoorschijn komen van de vele kruiden en specerijen die erin zijn verwerkt.

## Variatie
In Indonesië worden verschillende variaties aangetroffen die bij verschillende gerechten horen. Zo wordt de pindasaus bij ketoprak gekenmerkt door het gebruik van veel Javaanse suiker (gula jawa). De saus die bij pecel hoort bevat kentjoer en de variant waarmee gadogado wordt overgoten, bevat nogal eens santen. 

## Voedingswaarde
De voedingswaarde van pindasaus is ongeveer 300 kilocalorieën per 100 gram.